# Albrecht II. (Hohenlohe-Weikersheim)

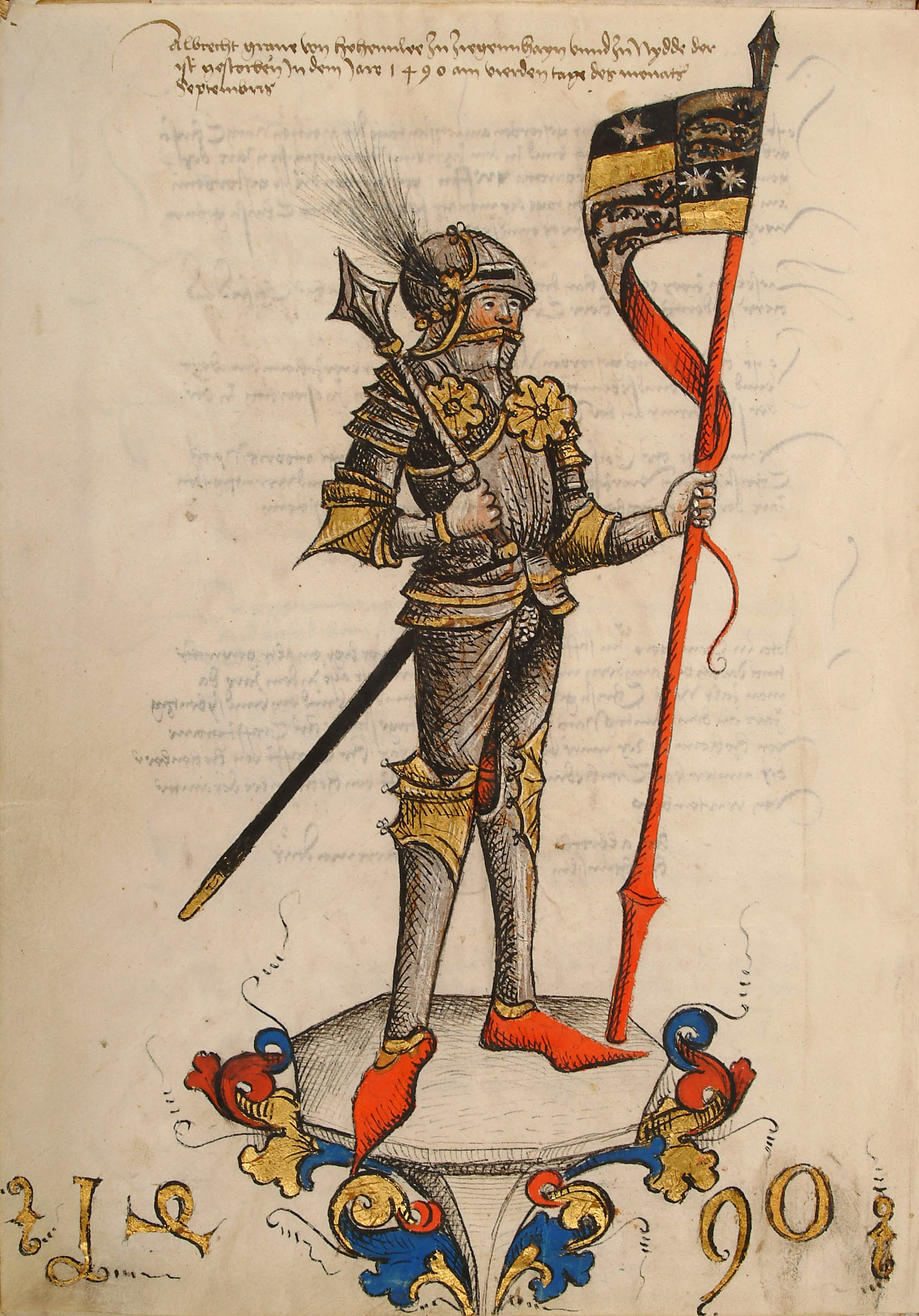
Albrecht II., „Graf von Hohenlohe zu Ziegenhain und Nidda“ mit dem vermehrten Wappen

Albrecht II. von Hohenlohe-Weikersheim (* um 1419; † 4. September 1490) war ein fränkischer Reichsgraf aus dem Haus Hohenlohe. 

## Abstammung
Albrecht II. war ein Sohn von Albrecht I. von Hohenlohe-Weickersheim († 1429) und seiner Frau Elisabeth von Hanau († 1475), Tochter von Ulrich V. von Hanau und seiner Frau Gräfin Elisabeth von Ziegenhain.

## Leben
Beim Tod seines Vaters 1429 war Albrecht II. wie seine Brüder noch minderjährig, so dass seine Mutter Elisabeth von Hanau die Vormundschaft und Regentschaft übernahm.
1432 trat der ältere Bruder Kraft V. die Herrschaft an. Mit seiner Volljährigkeit, die mit dem 14. Lebensjahr erreicht war, etwa um 1433, beteiligte sich auch Albrecht II. an der Herrschaft.
Am 14. Mai 1450 wurde Albrecht II. wie sein Bruder Kraft V. von König Friedrich III. mit der Grafschaft Ziegenhain und Nidda belehnt und war damit Reichsgraf. Diese Belehnung war durch Erbschaftsansprüche begründet, die von seiner Großmutter Elisabeth von Ziegenhain herrührten. Da Landgraf Ludwig von Hessen jedoch ebenfalls Anspruch auf die Grafschaften Ziegenhain und Nidda erhob, führte dies zu einem lang anhaltenden Erbstreit, der erst 1495 auf dem Reichstag zu Worms beigelegt wurde und damit endete, dass das Haus Hohenlohe den Titel eines Reichsgrafen behielt, jedoch die Territorien von Ziegenhain und Nidda an die Landgrafschaft Hessen verlor. 
1455 teilten die Brüder Kraft V. und Albrecht II. das Land. Kraft V. erhielt Waldenburg und Schillingsfürst, Albrecht II. Neuenstein, Langenburg und Bartenstein.
Trotz der Teilung wirkte Albrecht tatkräftig an der Vermehrung des Besitzes seines Hauses mit und stand den Söhnen seines Bruders Kraft V. stets mit Rat und Tat zur Seite.
Albrecht II. verzichtete auf eine Ehe, um immer weitergehende Teilungen des Hauses Hohenlohe zu vermeiden. Er legte ein Lehenbuch an und ließ sämtliche ritterliche Vasallen mit ihrem Wappen und auch die bäuerlichen Lehensträger seines Hauses eintragen.
Er machte Wendel Hipler zu seinem Berater, der im Dienste des Hauses Hohenlohe bis zu deren Kanzler aufsteigen sollte, ehe er den dortigen Dienst beendete und zum späteren Gegner im Bauernkrieg werden sollte.